# Julius Schwalbe
Julius Schwalbe (né le 13 juin 1868 à Naklo (alors en Prusse, et actuellement au sud-ouest de la Pologne) et mort le  17 février 1930 à Berlin) est un médecin allemand et un rédacteur scientifique très influent en Allemagne. Sa spécialité est la médecine interne. Il a contribué à diffuser la théorie de l'hygiène racial et a influencé le psychiatre espagnol Antonio Vallejo-Nájera.

## Biographie
Julius Schwalbe étudie la médecine à l'université de Berlin, où il obtient son doctorat en 1886. Il travaille par la suite comme médecin hospitalier jusqu'à l'ouverture de son cabinet à Berlin en 1890.
À partir de 1894, il est rédacteur avec Albert Eulenburg de la Deutsche Medizinische Wochenschrift fondée par son confrère Paul Albrecht Börner (de), avant d'en devenir en 1904 le rédacteur unique. Il a été co-fondateur des revues La Medicina Germano-Hispano-Americana et Revista Medica Germano-Ibero-Americana.
Il contribue à la Real-Encyclopedia des gesamten Heilkunde [Encyclopédie véritable de l'ensemble de la médecine] d'Albert Eulenburg et est si célèbre comme écrivain médical qu'il reçoit un titre de professeur en 1902. Il rédige notamment la nécrologie de Rudolf Virchow dans la Deutsche Medizinische Wochenschrift et publie des articles sur la santé publique, le charlatanisme et la législation pharmaceutique. Il est le rédacteur en chef de la série Reihe Diagnostische und therapeutische Irrtümer und deren Verhütung [Erreurs diagnostiques et thérapeutiques et leur prévention] chez Thieme Gruppe.
Ce juif libéral fait partie des médecins qui adhèrent à la théorie de l'hygiène raciale avant la Première Guerre mondiale et va la diffuser, via ses publications et les revues auxquelles il participe, dans le milieu médical allemand au début du XXe siècle, avant que ces thèses ne soient reprise par le parti nazi. Sa pensée va influencer, le psychiatre Antonio Vallejo-Nájera qui organisera à partir de 1940 l'adoption systématique des enfants de républicains par des sympathisants du francisme, afin de les soustraire à l'influence jugée néfaste de leur famille biologique. Cette politique sera à l'origine de l'enlèvement de plus de 30 000 enfants. 
La médecin et psychanalyste germano-brésilienne Adelheid Koch est sa fille.
Il meurt le 17 février 1930 à Berlin et est inhumé dans le cimetière de Stahnsdorf.

## Publications (sélection)

### Comme auteur
- (de) Grundriß der speciellen Pathologie und Therapie, Stuttgart, Enke, 1892 rééd. 1904, [lire en ligne]

### Comme éditeur
- (de) Rudolf Virchow (Contributeur), Virchow-Bibliographie. 1843-1901, Creative Media Partners, LLC, 2018 (1re éd. 1901 (Berlin par Reimer)), 266 p. (ISBN 978-0-270-96336-6, [lire en ligne])

### Liens
- Ressource relative à la recherche :   - Biodiversity Heritage Library
- Notices dans des dictionnaires ou encyclopédies généralistes :   - Brockhaus
  - Deutsche Biographie
- Notices d'autorité :   - VIAF
  - ISNI
  - IdRef
  - LCCN
  - GND
  - CiNii
  - Espagne
  - Pays-Bas
  - Israël
  - NUKAT
  - Catalogne
  - Suède
  - Tchéquie
  - Lettonie
  - Grèce
  - WorldCat